# 마르쿠스 슐츠
마르쿠스 슐츠(Markus Schulz, 1975년 2월 3일 ~ )는 독일의 디스크자키이자 음악 프로듀서이다.